# Ки Вест (Флорида)
Ки Вест (енгл. Key West) град је у америчкој савезној држави Флорида. По попису становништва из 2010. у њему је живело 24.649 становника.

## Демографија
Према попису становништва из 2010. у граду је живело 24.649 становника, што је 829 (3,3%) становника мање него 2000. године.
|                   | 2010.           | 2000.           |
| Укупно            | 24 649 (100,0%) | 25 478 (100,0%) |
| Белци             | 16 286 (66,07%) | 18 195 (71,41%) |
| Хиспаноамериканци | 5 228 (21,21%)  | 4 215 (16,54%)  |
| Афроамериканци    | 2 403 (9,749%)  | 2 365 (9,283%)  |
| Азијати           | 402 (1,631%)    | 329 (1,291%)    |
| Остали            | 330 (1,339%)    | 374 (1,468%)    |